# Cichlasoma festae
Cichlasoma festae är en fiskart som först beskrevs av Boulenger, 1899.  Cichlasoma festae ingår i släktet Cichlasoma och familjen Cichlidae. Inga underarter finns listade i Catalogue of Life.